# Новоборзинське сільське поселення
Но́вобо́рзинське сільське поселення (рос. Новоборзинское сельское поселение) — сільське поселення у складі Борзинського району Забайкальського краю Росії.
Адміністративний центр — село Новоборзинське.

## Історія
Селище Роз'їзд 82 було ліквідоване 2005 року.

## Населення
Населення сільського поселення становить 292 особи (2019; 339 у 2010, 488 у 2002).

## Склад
До складу сільського поселення входять:
| Населений пункт      | Населення, осіб (2002) | Населення, осіб (2010) |
| -------------------- | ---------------------- | ---------------------- |
| Новоборзинське, село | 418                    | 279                    |
| Роз'їзд 82, селище   | 0                      | -                      |
| Соктуй, село         | 70                     | 60                     |